# Église du Souvenir de Berlin
L’église du Souvenir de l'Empereur Guillaume (en allemand : Kaiser-Wilhelm-Gedächtniskirche), plus connue en français comme église du Souvenir, est située au centre de la Breitscheidplatz à l'entrée du Kurfürstendamm, une des plus célèbres avenues de Berlin, la capitale allemande. Cette église protestante construite entre 1891 et 1895 selon un projet de Franz Schwechten rendant hommage au premier empereur allemand, Guillaume Ier , ainsi qu'à la victoire de Sedan sur l'armée française en 1870.
Le clocher a été conservé dans son état consécutif au bombardement de Berlin pendant la Seconde Guerre mondiale et complété de 1959 à 1961 par un nouveau bâtiment dessiné par Egon Eiermann, comme mémorial des destructions dues au conflit.

## Histoire

### L'ancien édifice

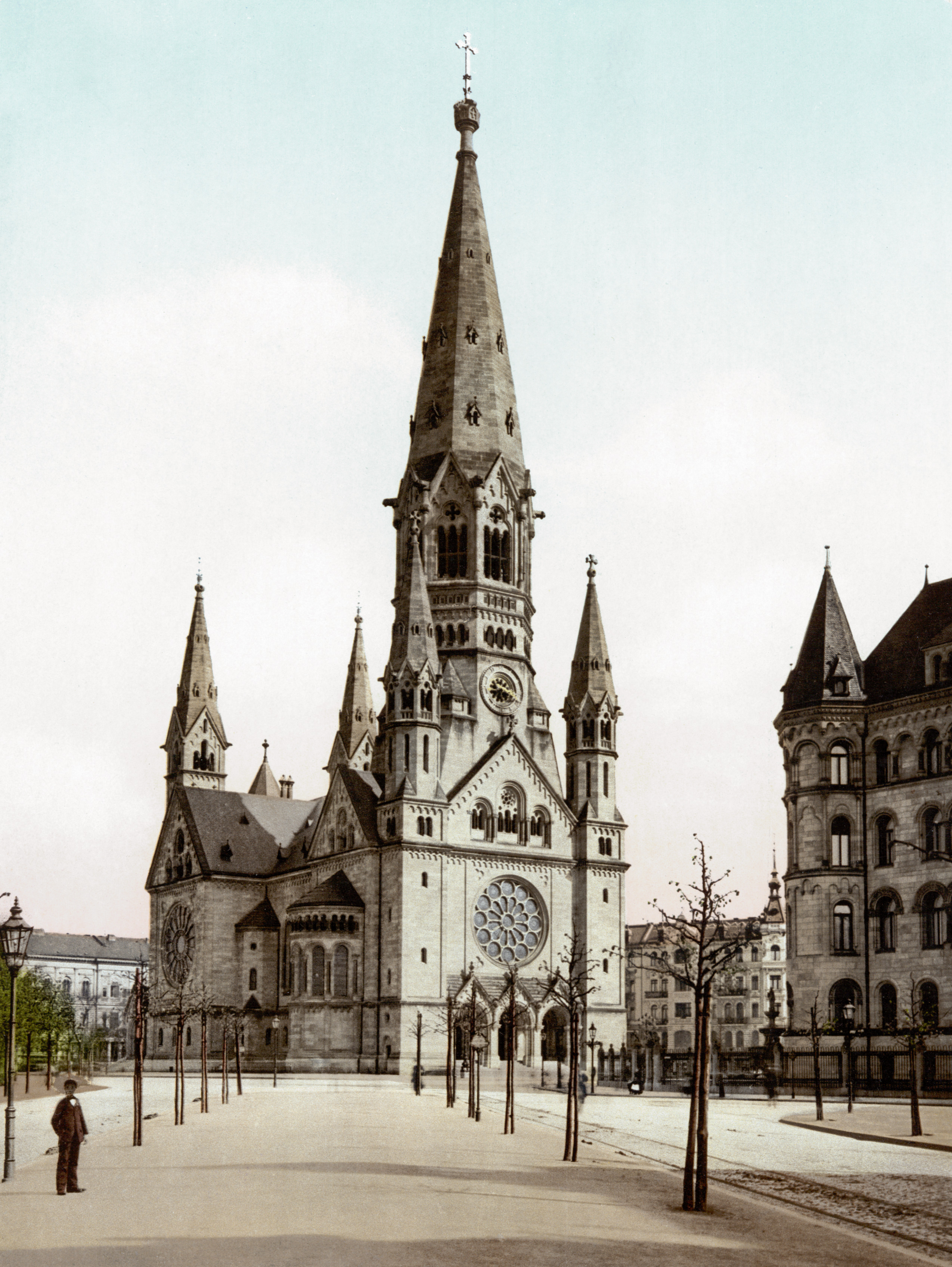
La Kaiser-Wilhelm-Gedächtnis-Kirche vue depuis la gare de Zoologischer Garten, vers 1900.

Vers l'an 1890, le jeune empereur Guillaume II décide la construction de l'édifice en l'honneur de son grand-père Guillaume Ier (empereur allemand), « vainqueur de Sedan », décédé deux ans plus tôt. Sa réalisation est liée au mouvement de construction de nombreuses églises protestantes dans l'État de Prusse visant à contrer les mouvements sociaux par le retour de toutes les classes aux valeurs religieuses, à la suite de l'abrogation des lois antisocialistes du gouvernement Bismarck.
Cette église, de style néo-roman rhénan avec une façade en pierres de tuf, dont la croisée et la tour s'inspirent directement de la cathédrale Saint-Martin de Bonn, est l'œuvre de l'architecte Franz Schwechten (1841–1924), natif de Cologne en Rhénanie, qui s'était déjà imposé auparavant avec la construction de la gare d'Anhalt (aujourd'hui également en ruines). La première pierre de ce monument de taille impressionnante est posée le 22 mars 1891, jour de l'anniversaire de Guillaume Ier.
Pouvant accueillir 2 000 personnes, elle était surmontée d'une flèche de 113 mètres de hauteur. 2 740 m2 de mosaïques à l'intérieur de l'église rappelaient la vie et l'œuvre de l'empereur Guillaume Ier; seules les mosaïques à côté des reliefs conçu par Adolf Brütt dans le hall d'entrée au-dessous de la tour nous sont parvenues. Le bâtiment avait une apparence particulièrement monumentale avec sa tour centrale de 113 mètres de haut et ses quatre tours secondaires. Les cinq grandes cloches avaient été fondues à partir de canons pris dans la guerre franco-allemande ; elles ont à nouveau été fondues pendant la Seconde Guerre mondiale.

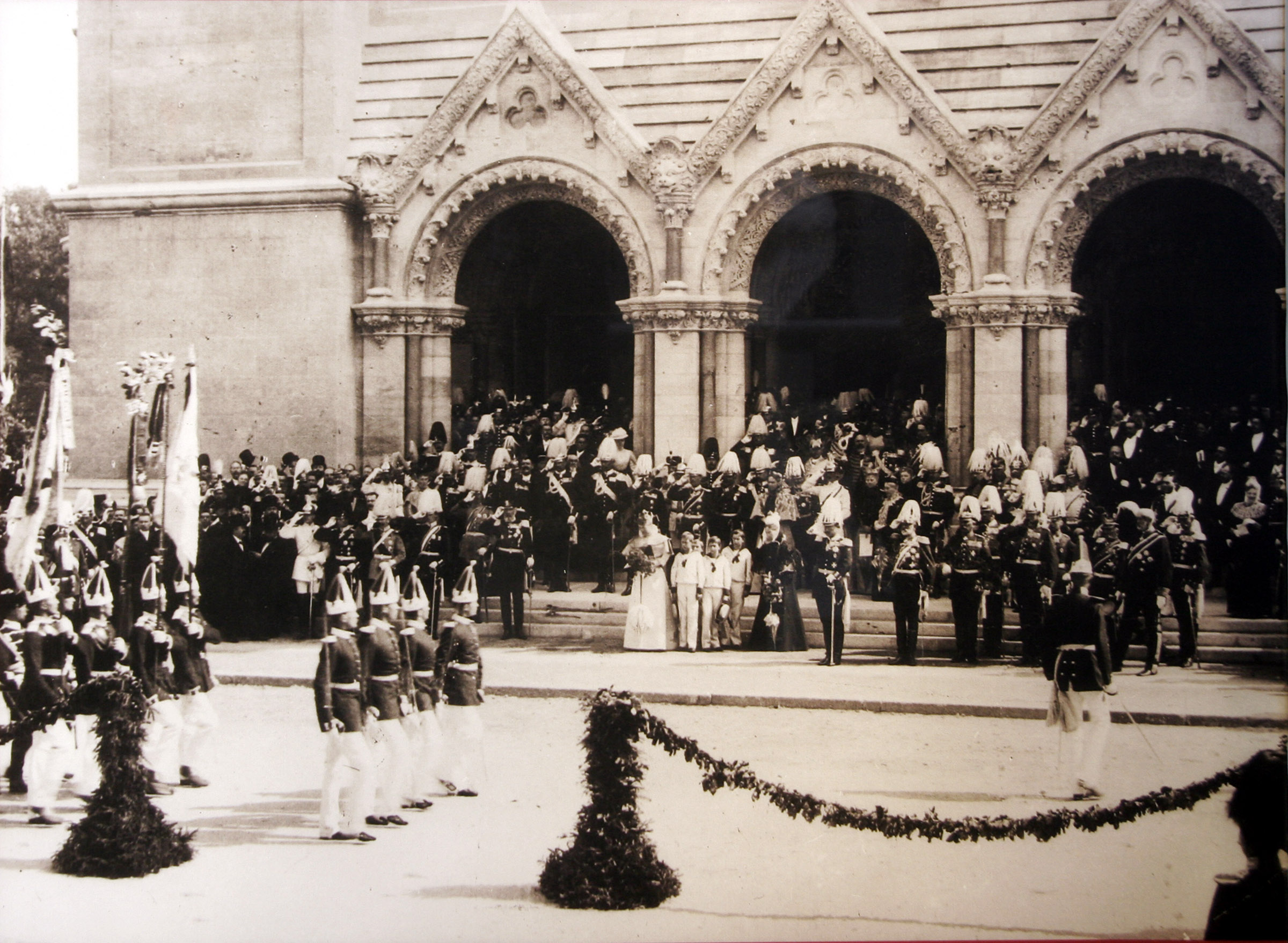
La cérémonie d'inauguration, le 1er septembre 1895.

Dans le cadre de la construction, en 1892, la place autour de l'église prit le nom de l'impératrice Augusta-Victoria qui en avait largement encouragé la réalisation. Le temple fut consacré le 1er septembre 1895, la veille du 25e anniversaire de la victoire de Sedan (appelé Sedantag en Allemagne). Conforme au goût du jour, le style de l'édifice religieux se reflète dans les bâtiments alentour, comme le cinéma Ufa-Palast am Zoo construit de 1905 à 1907.
Durant la Seconde Guerre mondiale, l'édifice est en grande partie détruit la nuit du 22 au 23 novembre 1943 pendant un bombardement aérien par la Royal Air Force (RAF) au cours de la bataille aérienne de Berlin. Tout ce qui reste de l'ancien bâtiment sont le porche d'entrée, le mur d'enceinte de l'abside, une tour arrière et les ruines du clocher écimé, connu également par les Berlinois sous le nom de hohler Zahn (« dent creuse »), et ne mesurant plus que 63 mètres de hauteur,.  

### La nouvelle église

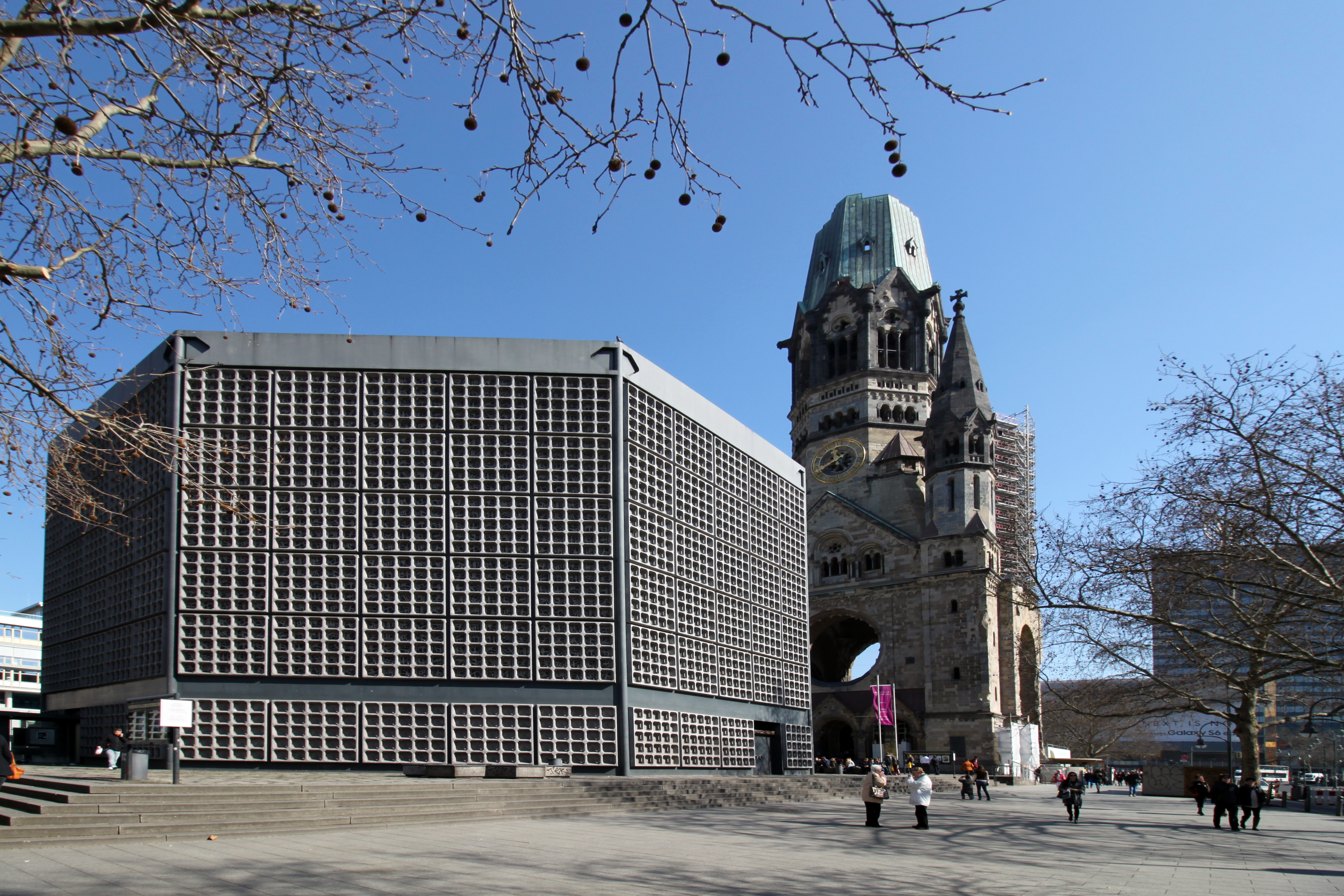
La nouvelle église octogonale.

Après la guerre, le chœur vétuste a été démoli à partir de 1956. En mars 1957, un concours d'architecture a été organisé pour le réaménagement de l'église du Souvenir. De 1959 à 1961, une nouvelle église a été construite selon un projet du gagnant Egon Eiermann, à l'emplacement des ruines de la nef, du transept et du chœur de l’ancien édifice. Initialement, le projet d'Eiermann prévoyait la démolition complète de l'ancienne église mais devant l'opposition de nombreux Berlinois, un compromis a été trouvé et la tour en ruines a été conservée en mémoire de la guerre.
Les vitraux du nouveau bâtiment furent réalisés par Gabriel Loire, maître-verrier établi à Chartres. L'église comporte une croix constituée de clous provenant de l'ancienne cathédrale de Coventry détruite par des bombes nazies en Angleterre. Elle a été consacrée le 25 mai 1962, soit le même jour que la nouvelle cathédrale de Coventry, qui comme la Gedächtniskirche, a été construite à côté des ruines de l’ancien bâtiment, gardées comme rappel des horreurs de la guerre.
En plus de la croix en clous de Coventry (de), l’église du Souvenir abrite une croix iconique de l'église orthodoxe russe et une illustration connue sous le nom de la Madone de Stalingrad réalisée par le lieutenant Kurt Reuber (de), en décembre 1942 à Stalingrad (aujourd'hui Volgograd), telle un symbole de la réconciliation entre les trois pays précédemment en guerre. En 2012, elle est en rénovation en raison de risques d'effondrement.

## Galerie

Église du Souvenir de Berlin
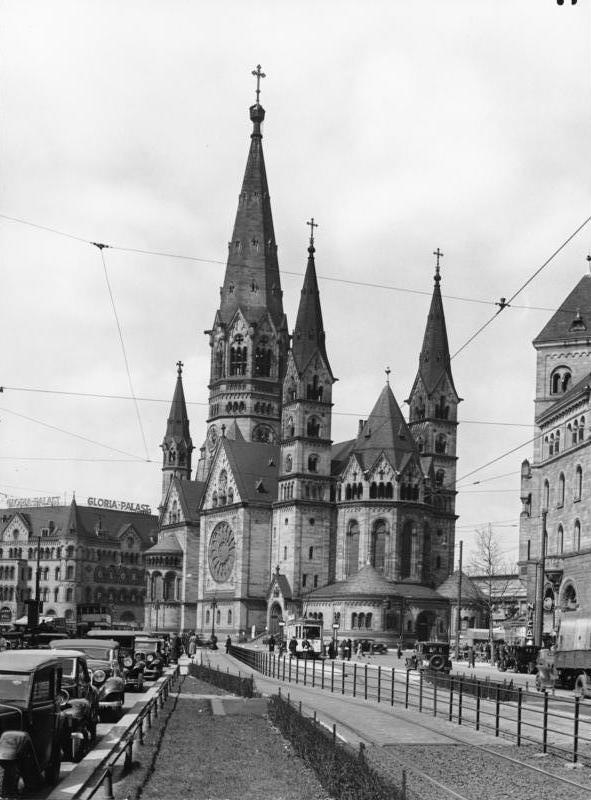
La Kaiser-Wilhelm-Gedächtnis-Kirche en 1939.
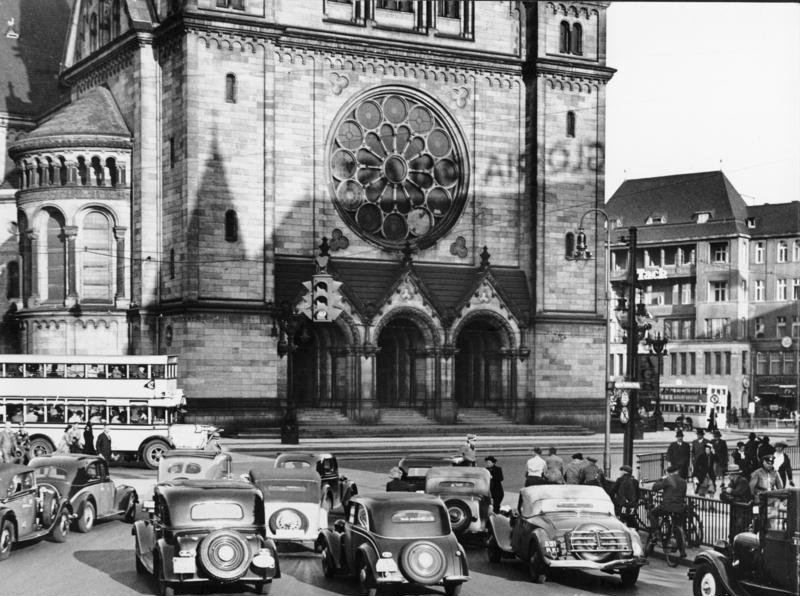
Porte d'entrée de l'église en 1939.
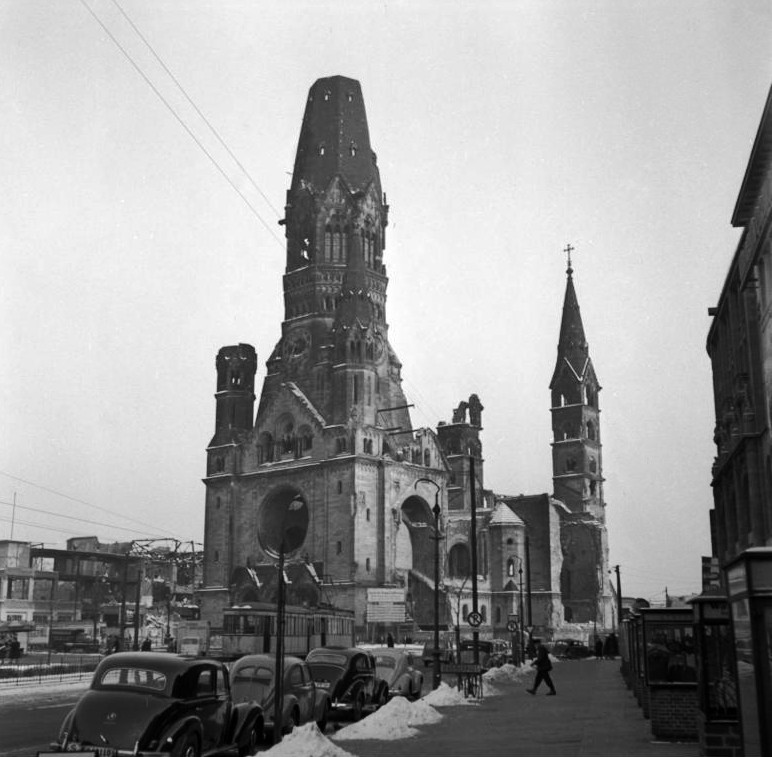
Les ruines de l'église en 1954.
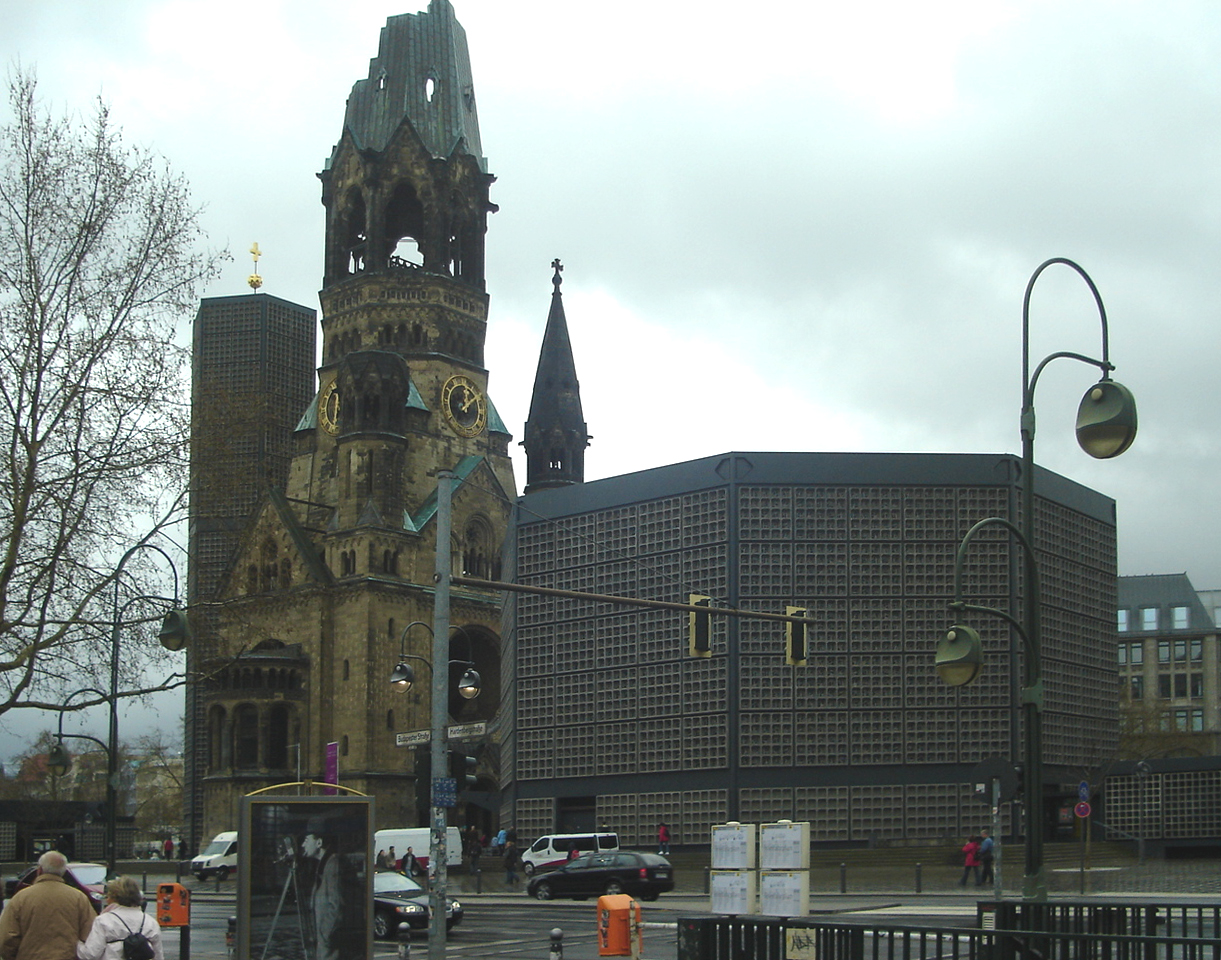
Ruines de l'ancienne église et nouveaux bâtiments en 2007.
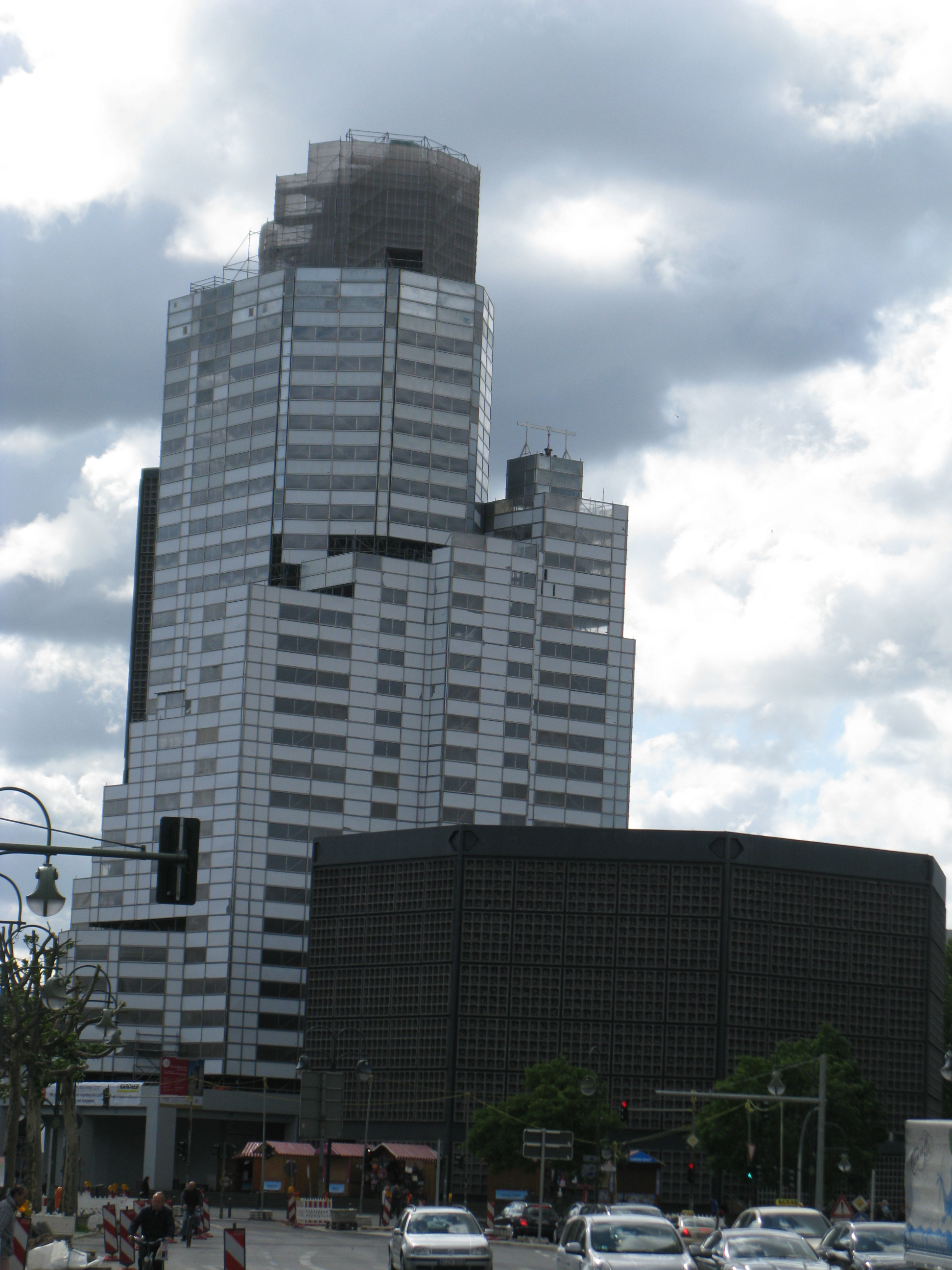
L'église en rénovation en juin 2012.
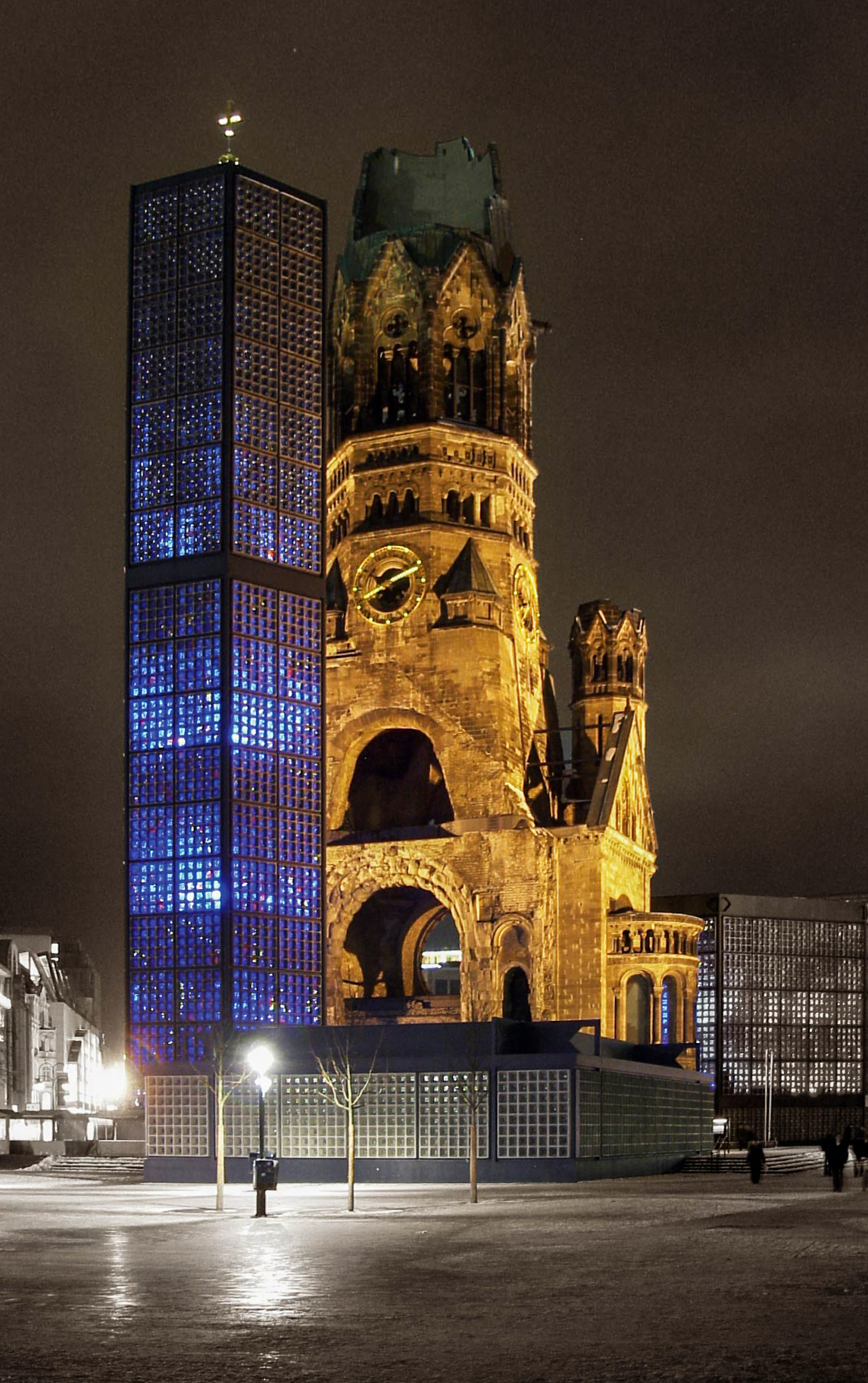
Le nouveau clocher à côté de la « dent creuse », vitraux de Gabriel Loire.
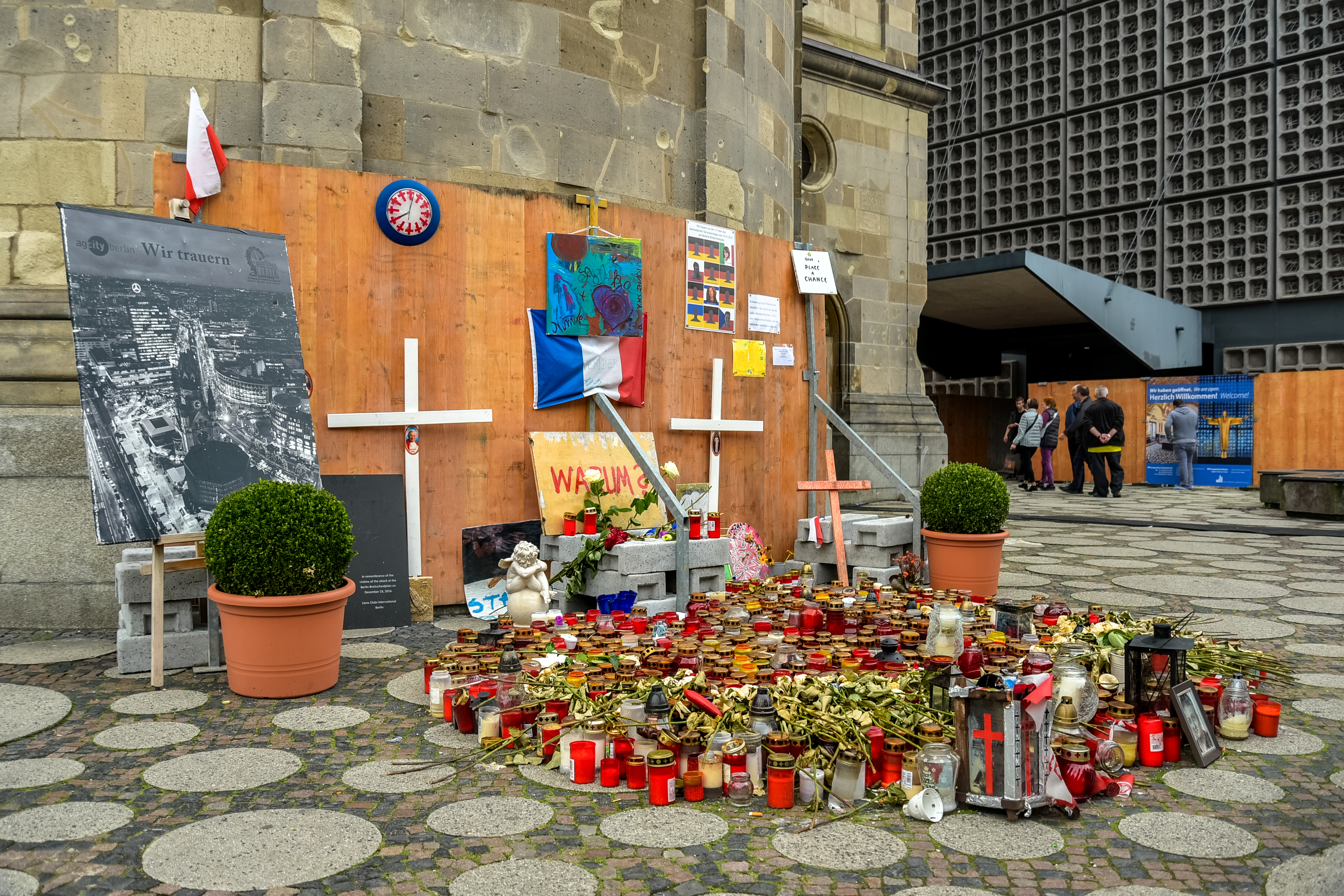
Mémoire des victimes de l'attentat du 19 décembre 2016 à proximité de l'église.
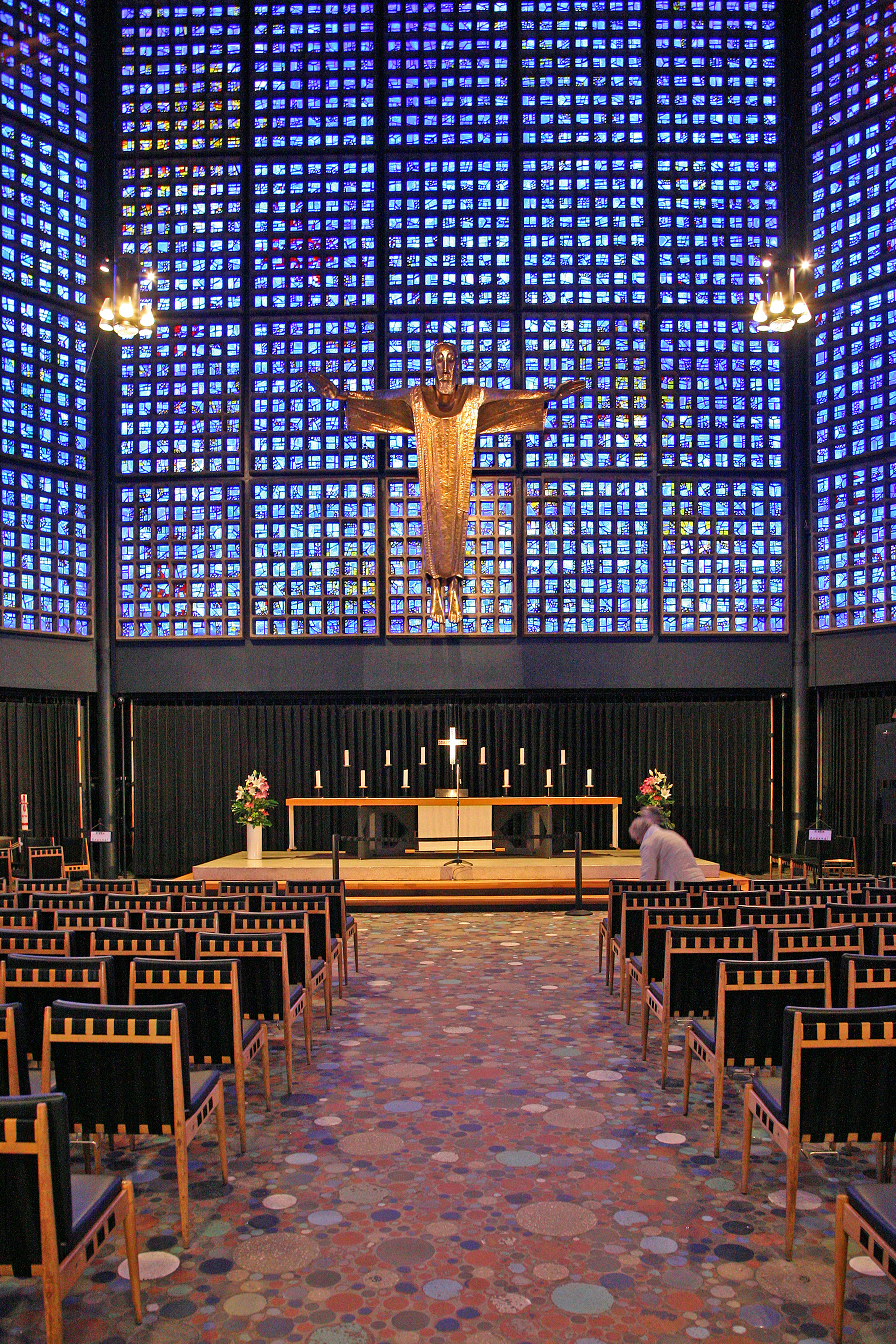
La nef vers le chœur
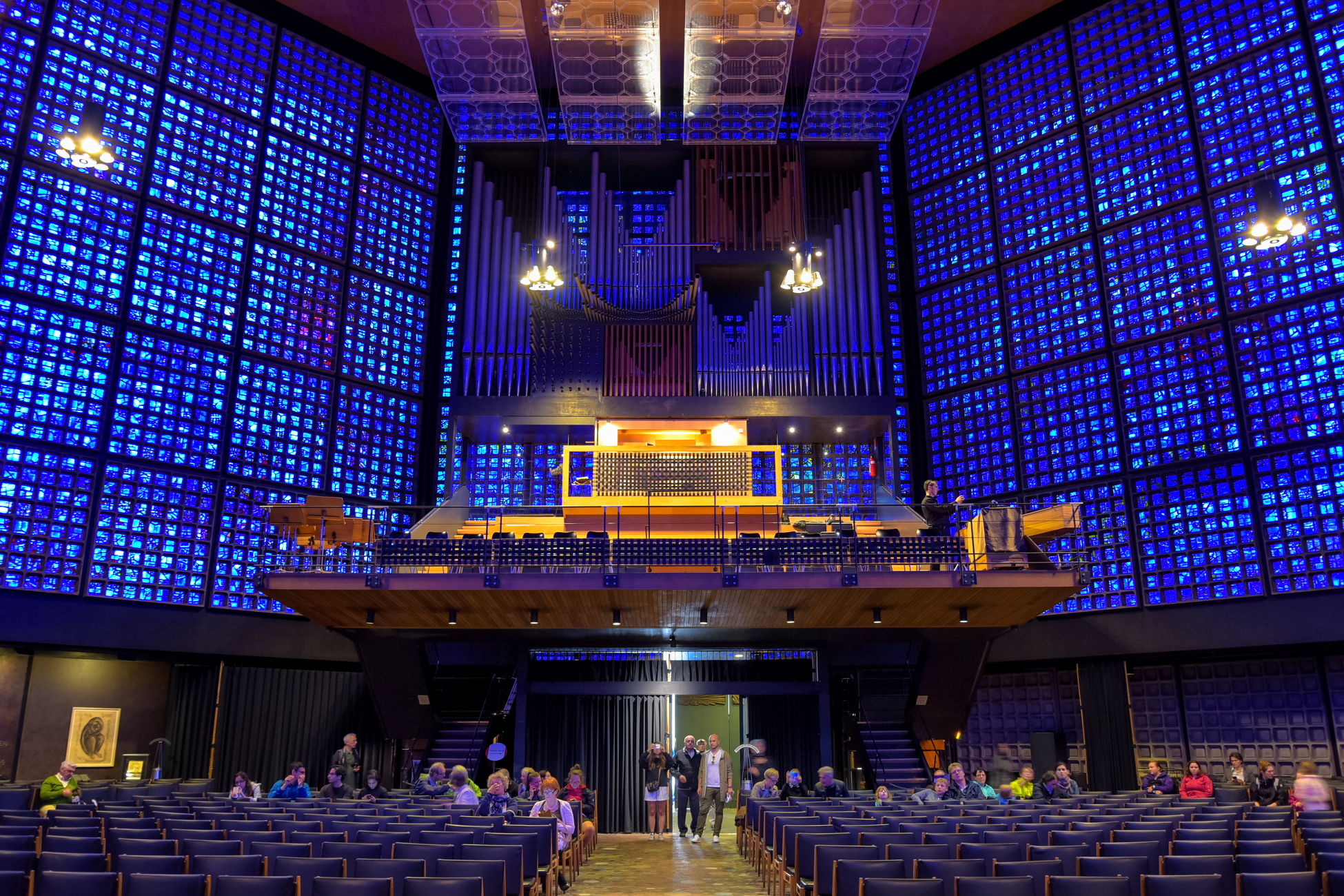
La nef vers l'orgue.
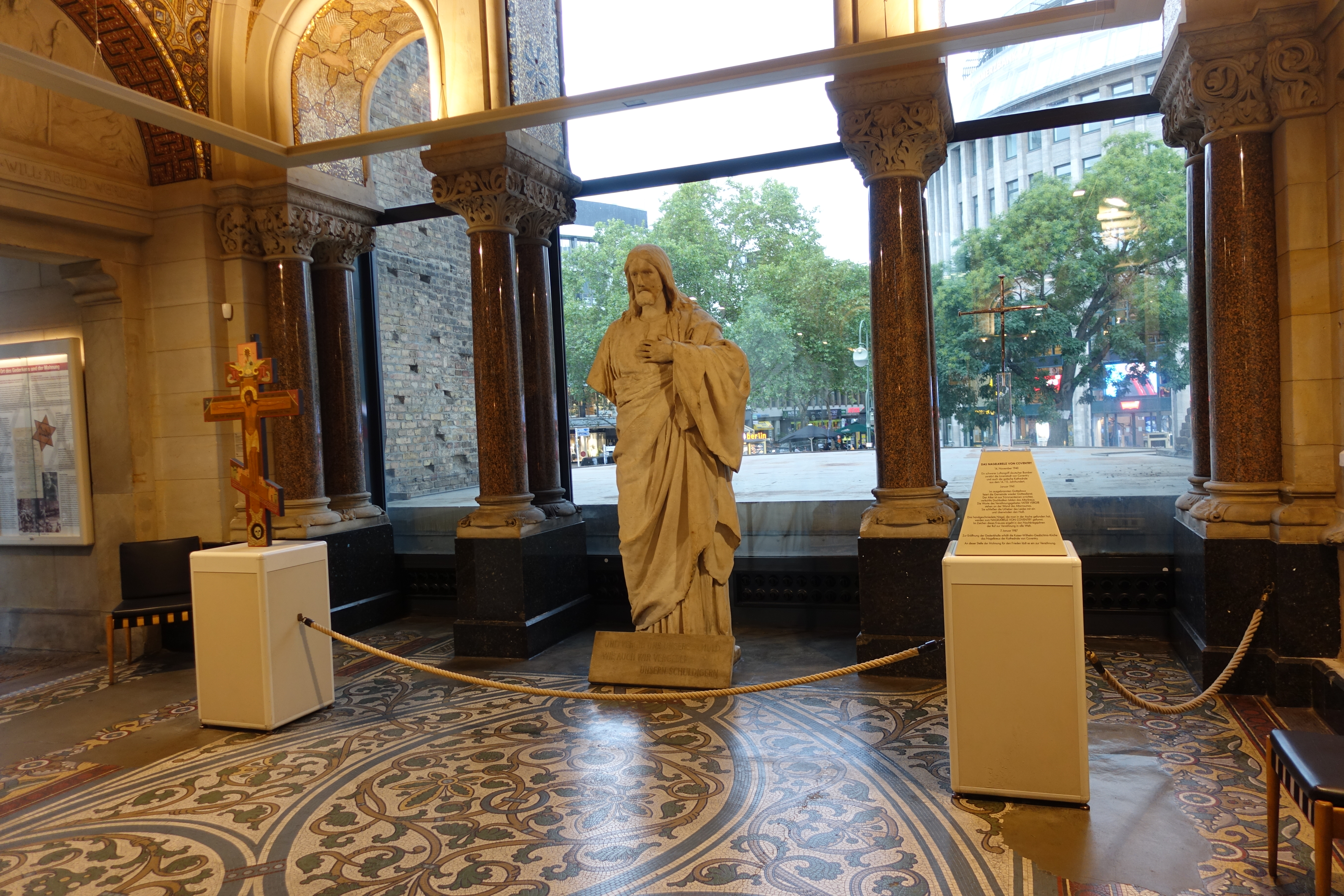
Croix orthodoxe russe, statue du Christ et croix en clous de Coventry.